# Karim Abdel Gawad
Pour les articles homonymes, voir Awad.
Karim Abdel Gawad, né le 30 juillet 1991 à Alexandrie, est un joueur professionnel de squash représentant l'Égypte. Il est champion du monde en 2016. Il devient no 1 mondial sur le circuit international en mai 2017.

## Carrière
Il remporte en 2008, à l'âge de dix-sept ans, le premier tournoi professionnel auquel il participe. 2013 est une année charnière quand au Qatar Classic, il se hisse jusqu'en quart de finale, battu par Karim Darwish et récompensé en fin d'année par le trophée PSA du joueur ayant le plus progressé. Cela lui permet de rentrer dans le top 20 pour la première fois de sa carrière.
Il est champion du monde au Caire en 2016 en battant en finale Ramy Ashour. Il est le troisième Égyptien à être champion du monde après Amr Shabana et Ramy Ashour. Il enchaine deux semaines plus tard en gagnant son premier tournoi majeur, le Qatar Classic face au no 1 mondial Mohamed El Shorbagy en finale,  puis en début d'année 2017 le prestigieux Tournament of Champions en battant en finale Grégory Gaultier. Ces bons résultats lui permettent d'accéder à la première place mondiale en mai 2017.
Après un début de saison 2018 en demi-teinte qui le voit reculer à la 9e place du classement, il s'impose en décembre au tournoi platinum Black Ball Squash Open 2018 en battant trois des quatre premiers joueurs mondiaux dont le champion du monde et no 1 mondial Mohamed El Shorbagy en quarts de finale. En 2020, il se blesse au talon à l'Open de Manchester et cette même blessure entraîne un abandon lors des championnats du monde 2022. 
En 2023, de retour de blessure, il est à nouveau finaliste des championnats du monde face à Ali Farag puis de l'Open de Manchester face  au même joueur.

## Palmarès

### Titres
- Open d'Égypte : 2019
- Black Ball Squash Open : 2018
- Championnat du monde de squash : 2016
- Tournament of Champions : 2017
- Qatar Classic : 2016
- Open d'Australie : 2025
- QSF 2 Open 2025
- Open de Pittsburgh: 2024
- Open de Malaisie : 2023
- Grasshopper Cup : 2023
- Open de Karachi 2022
- Optasia Championships : 2 titres (2019, 2023)
- Open du Pakistan : 2018
- Open de Houston : 2017
- Al-Ahram International : 2016
- Open de Suède : 2016
- Open de Pittsburgh : 2 titres (2014, 2015)
- Edmonton Open : 2015
- Open d'Andorre de squash 2015
- Championnats du monde par équipes : 2 titres (2017,2019)

### Finales
- Championnats du monde : 2022-2023
- World Series Finals : 2020
- El Gouna International :2 finales (2017, 2019)
- Palm Hills Squash Open 2025
- Open de Manchester : 2 finales (2020, 2023)
- Netsuite Open : 2017
- Open de Suède : 2017
- Hong Kong Open : 2016
- Bluenose Classic : 2015